# Équipe du Venezuela féminine de baseball
Uniformes
L'Équipe du Venezuela de baseball féminin représente la Fédération vénézuélienne de baseball lors des compétitions internationales comme la Coupe du monde.
Son premier match s'est déroulé contre les Pays-Bas en 2010 au Venezuela à l'occasion de la Coupe du monde 2010, le premier événement officiel auquel elle participe et qu'elle accueille,. Elle termine la compétition à la quatrième position, ce qui lui vaut une cinquième place à égalité avec Taïwan au Classement mondial de l'IBAF au 1er septembre 2010.

## Palmarès
Coupe du monde:
- 2010 : 4e